# O letadélku Káněti
O letadélku Káněti (podtitul Veselé příhody pekelských dětí i jejich psa s malým letadlem) je próza pro děti, jejímž autorem je Bohumil Říha, a která prvně vyšla roku 1957 s ilustracemi Rudy Švába. S dalším vydáním roku 1967 byly ilustrace Rudy Švába nahrazeny ilustracemi Heleny Zmatlíkové, používanými následně ve všech dalších vydáních. Kniha je určena čtenářům od 6 let.
Vydání následující po roce 1989 byla ideologicky a kulturně upravena; editor odstranil jak socialistické reálie (JZD, předsedu družstva), tak společenské zvyklosti (kouření, tělesné tresty, zacházení se zvířaty).

## Obsah
Tato kniha je o Vojtovi, jeho starší sestřičce Anežce, Pepíčku Slámovi, pejskovi Kociánkovi a samozřejmě o letadélku Káněti. Společně prožívají různé zábavné příhody, děti se chtějí podívat na letiště do hangáru, který hlídá děda Kozelka. Jednou je tam zavře; tím to vše začíná. Děda Kozelka už dává pozor, ale děti přesto budou moci chodit na milované letiště díky tomu, že babička Kozelková nemůže dědečkovi nosit obědy, protože ji bolí nohy, a tak se dětem otvírá nová cesta na letiště. Potom děti vymýšlejí, jak dědečka obelstít, aby se mohly proletět v letadélku Káněti. Nakonec se ve vysněném letadélku proletí.

### Nakladatelské údaje
- ŘÍHA, Bohumil. O letadélku Káněti: veselé příhody pekelských dětí a jejich psa s malým letadlem. 1. vyd. Praha: Státní nakladatelství dětské knihy, 1957. 94 s.